# 尹集
尹集（韓語：윤집；1606年5月16日—1637年5月13日），字成伯，号林溪，本贯南原。是朝鮮仁祖时期抵抗清朝的“三学士”之一，担任宏文馆校理，丙子胡乱时期就义于沈阳西门外。1681年，朝鲜肃宗追赠谥号忠贞，并且在南汉山城立“显节祠”祭祀他与洪翼汉、吴达济、金尚宪、郑蕴。